# Pedagogická fakulta Univerzity Jana Evangelisty Purkyně
Pedagogická fakulta Univerzity Jana Evangelisty Purkyně v Ústí nad Labem (zkr. PF UJEP) je největší z 8 fakult Univerzity J. E. Purkyně. Již od roku 1954 byla pedagogickým, vědeckým a kulturním centrem regionu. V roce 1991 byla dokonce zakládající fakultou, která dala vzniknout dalším fakultám ústecké univerzity.

## Obecně

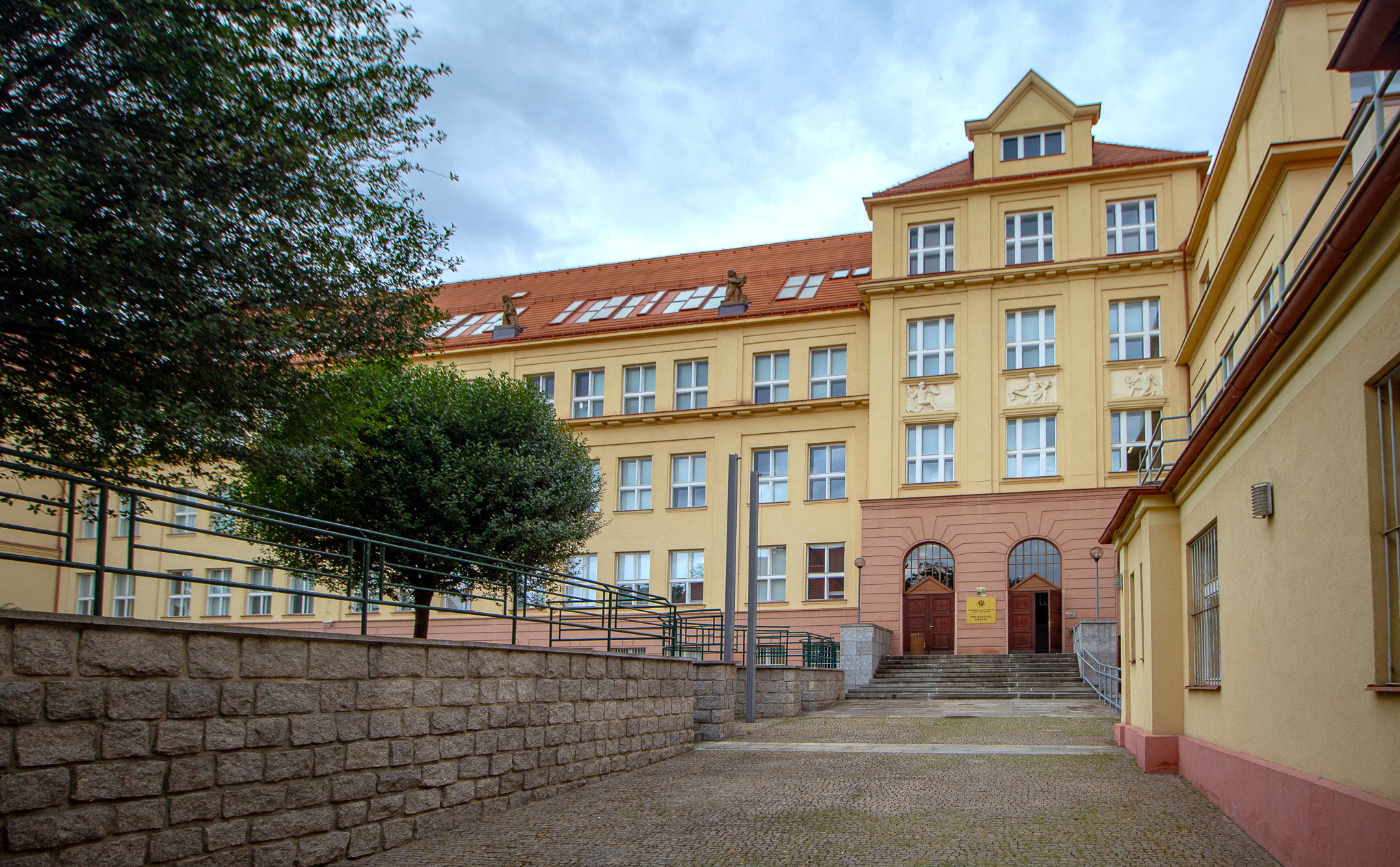
Budova fakulty

Fakulta připravuje studenty na budoucí učitelská a neučitelská povolání. Ve svých prostorách, kolejích a sportovních halách poskytuje zázemí pro 4000 studentů. Až 70% z nich studuje v prezenční formě studia. Jejich profesní přípravu zajišťuje 9 kateder, 3 centra a 1 oddělení.
Zázemí fakulty nabízí pro výuku učebny vybavené nejmodernější multimediální technikou, včetně několika desítek multimediálních tabulí. Tyto slouží nejen k oživení kurzů, ale také k přípravě na práci budoucích pedagogů s moderním vybavením základních a středních škol, které má potenciál stát se v budoucnu standardním zařízením školní třídy.
Cílem pedagogické fakulty je vychovat ze svých studentů sebevědomé profesionály nejen pro výkon učitelské profese. Vždyť právě zvládnutí mezilidské komunikace, které je nezbytnou kompetencí dobrého učitele, je oceňováno snad ve všech oborech lidské činnosti.
Všechny studijní obory jsou koncipovány tak, aby si student mohl vedle povinných, profesně zaměřených kurzů podle svého zájmu rozšiřovat obzor v povinně volitelných a výběrových kurzech.
Vysokoškolské studium ale není jen několik let života strávených v přednáškových aulách. Sportovní, kulturní a společenská zařízení univerzity a stotisícového města Ústí nad Labem poskytují studentům i v mimovýukových aktivitách potřebné zázemí.

## Katedry a ostatní pracoviště

### Katedry
- Katedra anglistiky
- Katedra bohemistiky
- Katedra hudební výchovy
- Katedra speciální a sociální pedagogiky
- Katedra pedagogiky a aplikovaných disciplín
- Katedra preprimárního a primárního vzdělávání
- Katedra psychologie
- Katedra tělesné výchovy a sportu
- Katedra výchov uměním
- Katedra výtvarné kultury

### Centra
- Centrum celoživotního vzdělávání
- Jazykové centrum
- Centrum pedagogické praxe

### Oddělení
- Oddělení multimediálních prostředků

## Vedení fakulty
| Děkan      | doc. PaedDr. Ladislav Bláha, Ph.D. |
| Proděkan   | doc. PhDr. Ladislav Zilcher, Ph.D. |
| Proděkan   | PhDr. Štefan Balkó, Ph.D.          |
| Proděkan   | Ing. Mgr. Martin Černý, MSc.       |
| Proděkanka | Mgr. Jaroslava Jelínková, Ph.D.    |
| Tajemník   | PhDr. Ing. Ivan Bertl, Ph.D.       |

## Programy fakulty
- Filologie
- Specializace v pedagogice
- Tělesná výchova a sport
- Učitelství pro střední školy
- Vychovatelství